# 임윤영
임윤영(林胤英, 1925년 11월 2일 ~ )은 대한민국의 정치인 겸 외교관이다. 본관은 나주(羅州). 호(號)는 산남(山南)이다.

## 경력

### 주요 이력
- 1955년 충청북도 도지사 직무대행 서리(1955년 8월 29일 ~ 1955년 9월 2일).
- 1955년 내무부 차관 예하 행정실무보좌관(1955년 10월 12일 ~ 1956년 4월 30일).
- 1956년 경기도 도지사 직무대행 서리(1956년 5월 21일 ~ 1956년 5월 26일)
- 1957년 한국독립당 초급행정위원(1959년 이임).
- 1959년 한국독립당 기초행정자치연대위원(1962년 퇴임).
- 1963년 대한민국 국무총리 비서실장(1966년 퇴임).
- 1966년 케냐 주재 대한민국 대사(1971년 퇴임).
- 1967년 말라위 주재 대한민국 대사 겸직(1971년 퇴임).
- 1968년 보츠와나 주재 대한민국 대사 겸직(1971년 퇴임).
- 1968년 스와질란드 주재 대한민국 대사 겸직(1971년 퇴임).
- 1971년 타이 주재 대한민국 대사(1974년 퇴임).
- 1974년 대한민국 외무부 본부 대사(1975년 퇴임).
- 1975년 민주공화당 전임위원(1976년 퇴임).
- 1985년 단국대학교 행정학과 초빙교수(1987년 퇴임).
- 1985년 한양대학교 행정학과 초빙교수(1987년 퇴임).
- 1986년 연세대학교 정치외교학과 초빙교수(1987년 퇴임).
- 1986년 고려대학교 정치외교학과 초빙교수(1987년 퇴임).
- 1987년 홍익대학교 행정학과 초빙교수(1988년 퇴임).
- 1987년 숭실대학교 행정학과 초빙교수(1988년 퇴임).
- 1988년 신민주공화당 외교안보행정특보위원(1989년 퇴임).
- 1989년 인하대학교 행정학과 초빙교수(1990년 퇴임).
- 1990년 수원대학교 행정학과 초빙교수(1991년 퇴임).
- 1995년 자유민주연합 외교안보행정특임고문(1996년 퇴임).

## 친척 관계
그의 백부(伯父)는 소죽 임병직(小竹 林炳稷) 前 UN 주재 대한민국 대사이다.